# Упала (кантон)
Упала (исп. Upala) — кантон в провинции Алахуэла Коста-Рики.

## География
Находится на крайнем северо-западе провинции. На севере граничит с Никарагуа, на юге и западе с провинцией Гуанакасте. Административный центр — Упала.

## Округа
Кантон разделён на 8 округов:
1. Упала
2. Агуас Кларас
3. Сан-Хосе
4. Бихагуа
5. Делисиас
6. Дос-Риос
7. Йолильяль
8. Каналете